# Северо-западный оджибве
Северо-западный оджибве (Northern Ojibwa, Northwestern Ojibwa, Ojibway, Ojibwe) — вымирающий алгонкинский язык и один из диалектов языка оджибве, на котором говорит народ оджибве, проживающий на юге северо-западной части штата Онтарио и в штате Манитоба в Канаде. Имеет диалекты албани, беренс, лак-сюль, озёрный и дождевой.